# Siergiej Biełow

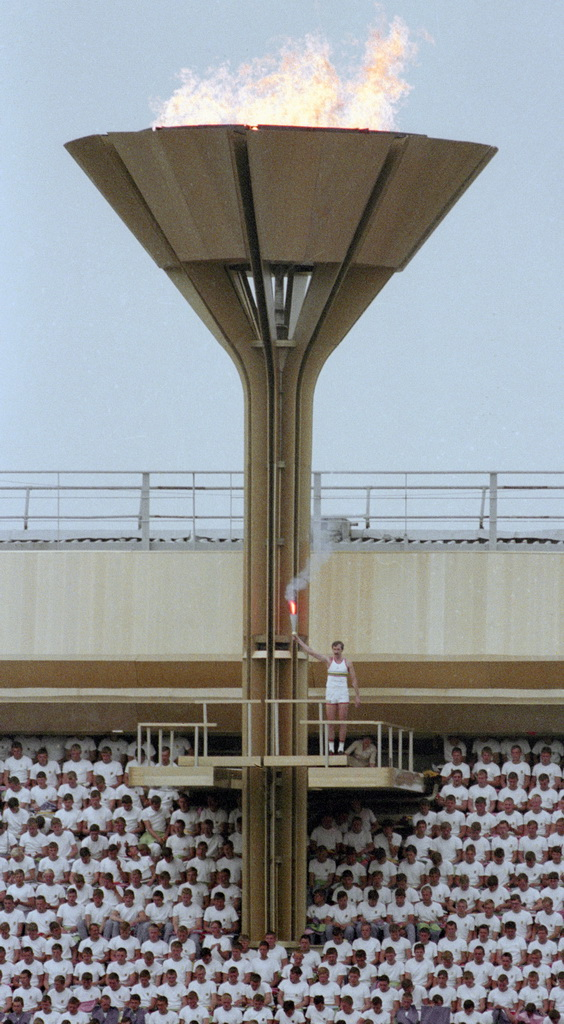
Zapalenie znicza XXII Letnich Igrzysk Olimpijskich przez Siergieja Biełowa

Siergiej Aleksandrowicz Biełow (Сергей Александрович Белов; ur. 23 stycznia 1944 we wsi Naszczokowo, w rejonie szegarskim, w obwodzie tomskim, zm. 3 października 2013 w Permie) − radziecki koszykarz, złoty medalista letnich igrzysk olimpijskich w Monachium oraz brązowy medalista igrzysk w Meksyku, Montrealu i Moskwie. W latach 1967–1979 zdobył 4 złote, 2 srebrne i 1 brązowy medal na mistrzostwach Europy.
W 1991 został uznany przez FIBA najlepszym europejskim koszykarzem w historii.

## Osiągnięcia

### Drużynowe
- dwukrotny mistrz Pucharu Europy Mistrzów Krajowych (1969, 1971)[1]
- trzykrotny wicemistrz Pucharu Europy Mistrzów Krajowych (1965, 1970, 1973)
- 3. miejsce w Pucharze Europy Mistrzów Krajowych (1966, 1977)
- 11-krotny mistrz ZSRR (1969–1974, 1976–1980)[1][2]
- Wicemistrz ZSRR (1975)
- Brązowy medalista mistrzostw ZSRR (1968)
- dwukrotny zdobywca pucharu ZSRR (1972, 1973)[1]

### Indywidualne
- czterokrotny uczestnik spotkań gwiazd FIBA (1969, 1971, 1972, 1974)
- trzykrotny lider strzelców finałów Euroligi (1970, 1971, 1973)
- Wybrany do:
  - Galerii Sław Koszykówki im. Jamesa Naismitha (1992)[2]
  - Galerii Sław Koszykówki FIBA (2007)[1]
  - grona:
    - 50 największych osobowości w historii Euroligi (2008)
    - 50 najlepszych zawodników w historii rozgrywek FIBA (1991)

### Reprezentacja
Drużynowe
- Mistrz:
  - olimpijski (1972)[2]
  - świata (1967, 1974)[2]
  - Europy (1967, 1969, 1971, 1979)[2]
  - uniwersjady (1970)
- Wicemistrz:
  - świata (1978)[1]
  - Europy  (1975, 1977)[1]
- Brązowy medalista:
  - mistrzostw świata (1970)[1]
  - olimpijski (1968, 1976, 1980)[1]
  - mistrzostw Europy (1973)[1]

Indywidualne
- MVP:
  - Eurobasketu (1969)
  - mistrzostw świata (1970)
- Zaliczony do I składu mistrzostw świata (1970)
- Laureat:
  - Orderu „Znak Honoru”
  - Medalu „Za Pracowniczą Wybitność”
- Lider mistrzostw świata w skuteczności rzutów wolnych (1994 – 92,7%)[3]

### Trenerskie
- Mistrz:
  - Ligi Północnoeuropejskiej (2001)
  - Rosji (2001, 2002)[1]
  - ZSRR (1982)
- Wicemistrz:
  - świata (1994, 1998)[1]
  - uniwersjady (2009)
  - Rosji (2000, 2003)
- Brązowy medalista:
  - mistrzostw ZSRR (1989)
  - mistrzostw Europy (1997)[1]
- Zdobywca pucharu:
  - ZSRR (1982)
  - Rosji (2004)
- 3. miejsce w pucharze Rosji (2000, 2003)
- Laureat Orderu Merita FIBA (1995)
- trzykrotny uczestnik mistrzostw Europy (1995 – 7. miejsce, 1997, 1999 – 6. miejsce)